# Fatimata Mbaye
Fatimata Mbaye, ou Fatimata M'Baye, née vers 1957, est une avocate mauritanienne.
Mariée de force à l'âge de douze ans, elle lutte activement pour le droit des femmes et contre la discrimination des noirs. Pour ce combat, elle est emprisonnée durant 5 ans, dès 1986. Présidente de l'Association mauritanienne des droits de l'homme, son action est reconnue et a été récompensée à plusieurs reprises au niveau international.

## Vie privée et formation
Fatimata Mbaye est mariée de force, à l'âge de 12 ans, avec un homme de 45 ans. Elle déclare, à la suite de cette union « ma révolte a commencé là. Il y a eu des bagarres, des fugues, des crises » et dénoncera le viol conjugal qui n’est pas pénalisé en Mauritanie.
Elle est la mère de trois enfants : Salimata, Baba et Tidjan qui l’« appellent (...) notre grande sœur ».
Fatimata MBaye fait des études de droit à Nouakchott de 1981 à 1985 : elle est alors la seule femme à s’inscrire au barreau pour devenir avocate. Elle est d'abord avocate généraliste, puis se spécialise dans la défense des enfants, puis celle des droits des femmes. Bien qu'il y ait d'autres femmes avocates en Mauritanie, en 2013, elle est toujours la seule à plaider.

## Actions militantes
En 1986, le Manifeste du Négro-Mauritanien opprimé est publié illégalement par des intellectuels noirs. Il est adressé aux chefs d'État africains réunis à la conférence des non-alignés au Zimbabwe. Le Président mauritanien ordonne l'arrestation des auteurs, mais aussi d'enseignants et d'étudiants : Fatimata MBaye est aussi arrêtée. Elle est de nouveau arrêtée en 1990, avec des militaires soupconnés de vouloir renverser le gouvernement, puis en 1998 dans sa lutte contre l'esclavagisme. Ayant été victime d'abus en prison, elle rend visite régulièrement aux prisons de femmes et de mineurs, au service des « sans droits » et « sans voix » qu'elle défend gratuitement. Emprisonnée et torturée à trois reprises, elle dénonce la pratique habituelle de la torture dans les prisons mauritaniennes.
En 2008, elle accuse la police française de l'avoir fouillée « au corps », « complètement déshabillée » et « dénudée » à la suite d'une altercation sur un vol Air France. Le 8 mars 2013, elle participe à une manifestation à Nouakchott contre les violences faites aux femmes. Elle réclame aussi des quotas de 20 % pour l'emploi des femmes.
Le 10 décembre 2015, le conseil national des barreaux français et son équivalent italien, relancent l'observatoire international des avocats en danger : il sera co-présidé par Fatimata Mbaye et Robert Badinter. Elle est choisie par Ban Ki-moon comme membre de la Commission internationale d’enquête sur les violations des droits de l’homme en République centrafricaine. En juillet 2017, elle est nommée expert chargée d’enquêter sur les violences dans la région du Kasaï (RDC) par le Haut-Commissariat des Nations unies aux droits de l’homme. En août 2021, elle est élue présidente du conseil d’administration du Réseau International des Femmes Juristes (RIFJ).

## Récompenses
- Le 26 septembre 1999, elle est la première africaine à recevoir le prix international des Droits de l’Homme de Nuremberg[12].
- En 2012, elle reçoit le prix américain Trafficking in persons report, délivré par le département d'État des États-Unis, qui récompense les personnes luttant contre le trafic des êtres humains[13].
- En 2015, elle reçoit la médaille d'or de la ville de Grenoble[12].
- 2016 : Prix international de la femme de courage[14]
- 2016 : Prix Goralska[15]

## Divers
En 2015, elle fait partie du « Top 50, des femmes les plus puissantes d’Afrique », selon l'hebdomadaire panafricain Jeune Afrique.